# (12071) Davykim
(12071) Davykim (1998 FV63) – planetoida z grupy pasa głównego asteroid okrążająca Słońce w ciągu 3,37 lat w średniej odległości 2,25 j.a. Odkryta 20 marca 1998 roku.